# Bodroghalom
Bodroghalom este un sat în districtul Cigánd, județul Borsod-Abaúj-Zemplén, Ungaria, având o populație de 1.445 de locuitori (2011). 

## Demografie
Componența etnică a satului Bodroghalom
     Maghiari (91,78%)
     Romi (8,22%)
Componența confesională a satului Bodroghalom
     Reformați (23,74%)
     Romano-catolici (21,25%)
     Greco-catolici (17,09%)
     Fără religie (6,71%)
     Necunoscută (31,21%)
     Alte religii (1,38%)
Conform recensământului din 2011, satul Bodroghalom avea 1.445 de locuitori. Din punct de vedere etnic, majoritatea locuitorilor (91,78%) erau maghiari, cu o minoritate de romi (8,22%). Nu există o religie majoritară, locuitorii fiind reformați (23,74%), romano-catolici (21,25%), greco-catolici (17,09%) și persoane fără religie (6,71%). Pentru 31,21% din locuitori nu este cunoscută apartenența confesională.